# Paracallia
Paracallia is een kevergeslacht uit de familie van de boktorren (Cerambycidae). De wetenschappelijke naam van het geslacht werd voor het eerst geldig gepubliceerd in 1998 door Martins & Galileo.

## Soorten
Paracallia omvat de volgende soorten:
- Paracallia bonaldoi Martins & Galileo, 1998
- Paracallia giesberti Martins & Galileo, 2006